# Out of Reach
Out of Reach ist ein US-amerikanischer Actionfilm aus dem Jahr 2004. Er handelt von der Entführung eines 13-jährigen polnischen Mädchens, das auf die Hilfe eines hochdekorierten Agenten (Steven Seagal) angewiesen ist.

## Handlung
William Lansing ist ein hochdekorierter Kriegsveteran. Er war im Vietnamkrieg und wurde danach CIA-Agent. Er ist ein Kampfexperte und führte einst die schwierigsten Aufträge der Vereinigten Staaten aus. Lansing gilt als erfahrenster und bester Kämpfer der Welt.
Irgendwann will er nicht mehr töten und zieht sich gegen den Willen seiner ehemaligen Auftraggeber in eine einsame Hütte zurück. Er beschäftigt sich damit, verletzte Tiere zu heilen, außerdem mit indischen Geheimschriftzeichen.
Während einer Brieffreundschaft mit Irena Morawska, einem Mädchen aus einem Waisenhaus in Warschau, weiht er diese in die Schriftzeichen ein.
William wird in einem Restaurant von einem seiner ehemaligen Auftraggeber angesprochen, der ihn wieder rekrutieren will. Lansing weigert sich und kehrt in seine Waldhütte zurück, wo bereits weitere Bekannte auf ihn warten, die selbst vor Gewalt nicht zurückschrecken. Als sie ihn mit einer Waffe bedrohen, besiegt er sie im Nahkampf. Währenddessen wird Irena von Faisal, einem Kinderhändler und Anführer der im Film so genannten Pruszkow-Organisation (offensichtlich nach der im Südosten Warschaus gelegenen Kleinstadt gleichen Namens Pruszków benannt), aus dem Waisenhaus entführt. Um Irena zu retten, reist Lansing nach Polen. Im Hotel wird er von zwei Mafiamitgliedern überrascht, die er tötet. Kasia Lato, eine Polizistin in Pruszkow, lernt Lansing auf der Suche nach Irena kennen. Zusammen nehmen sie den Kampf gegen die Cosa Nostra auf. Zwei weitere Männer versuchen vergeblich, Lansing zu töten. Bei einer Schießerei tötet dieser fünf Männer. Er dringt in die Festung Faisals ein, wo es zum Zweikampf kommt und kann durch seine Schwertkampfkunst Kendō Faisal zur Strecke bringen. Am Ende nimmt er Irena und Nikki bei sich auf.

## Kritik
Lexikon des internationalen Films: Gradliniger, aber überfrachteter Actionfilm mit einem allzu behäbigen Helden.

## Ausstrahlung in Deutschland
Die Free-TV-Premiere erfolgte am 5. August 2007 auf ProSieben. Den Film sahen insgesamt 2,26 Millionen Zuschauer, in der werberelevanten Zielgruppe lag der Marktanteil von 23,9 Prozent.
Der Film wurde direkt für den Video- bzw. DVD-Markt produziert. Das Budget lag bei etwa 20 Millionen US-Dollar.